# Zdzisław Kostrzewa (piłkarz)
Zdzisław Kostrzewa (ur. 26 października 1955 we Wrocławiu, zm. 18 maja 1991 w Melbourne) – polski piłkarz, bramkarz. Członek kadry na mistrzostwa świata w Argentynie (1978).

## Życiorys
W reprezentacji zagrał trzy razy. Debiutował 5 kwietnia 1978 w meczu z Grecją, a niecałe dwa miesiące później pojechał na MŚ 78 jako trzeci golkiper. Był wówczas zawodnikiem Zagłębia Sosnowiec, wcześniej grał także w Lotniku Wrocław i Zagłębiu Wałbrzych. Z sosnowieckim klubem dwukrotnie zdobywał Puchar Polski (1977, 1978).
Kolejne mecze w kadrze zagrał już jako zawodnik wrocławskiego Śląska. Ostatni raz w reprezentacyjnej bluzie wystąpił wiosną 1981. W Śląsku grał do 1984 (wicemistrzostwo Polski w 1982), kiedy to został piłkarzem drugoligowej Ślęzy. Karierę kończył w Australii, równolegle pracując w tamtejszych fabrykach. Zginął w wypadku podczas pracy.

## Reprezentacja Polski
| lp. | Data              | Miejsce   | Przeciwnik | Rezultat | Rozgrywki  | Grał   | Uwagi |
| --- | ----------------- | --------- | ---------- | -------- | ---------- | ------ | ----- |
| 1.  | 5 kwietnia 1978   | Poznań    | Grecja     | 5-2      | towarzyski | 90′    |       |
| 2.  | 19 listopada 1980 | Kraków    | Algieria   | 5-1      | towarzyski | od 46' |       |
| 3.  | 24 maja 1981      | Bydgoszcz | Irlandia   | 3-0      | towarzyski | od 65' |       |